# Palaeostigus palpalis
Palaeostigus palpalis é uma espécie de insetos coleópteros polífagos pertencente à família Scydmaenidae.
A autoridade científica da espécie é Latreille, tendo sido descrita no ano de 1804.
Trata-se de uma espécie presente no território português.